# Park Ro-byug
Park Ro-byug (en hangul, 박노벽; en hanja, 朴魯璧;) es un embajador surcoreana.
Park Ro-byug está casado y tiene dos hijos.
Se graduó en el Departamento de Relaciones Internacionales de la Universidad Nacional de Seúl y la Escuela de Economía y Ciencia Política de Londres y recibió un título como el candidato de la historia de la Academia Diplomática de Moscú y una maestría de la Facultad de Derecho de la Universidad George Washington.
Ha trabajado para el cuerpo diplomático en Suiza, Rusia, Uzbekistán, Myanmar y los Estados Unidos. 

## Carrera
- mayo de 1979: Examen Servicio Diplomático de alta Pasado
- marzo de 1980: Se incorporó a la Secretaría de Relaciones Exteriores (MOFA)
- julio de 1984: Embajada en Berna ante la Confederación Suiza
- Enero de 1991 a enero de 1995: Corea Embajada de la Federación de Rusia, Uzbekistán
- febrero de 1995: Secretario principal del ministro, Ministerio de Relaciones Exteriores
- junio de 1996: Director de la División de América del Norte II y III, Ministerio de Relaciones Exteriores
- junio de 1997: secretario de embajada en Washington, D C.
- junio de 2000: Embajada de Corea a la Unión de Myanmar
- noviembre de 2002: Portavoz adjunto y director general adjunto de la Oficina de Asuntos de América del Norte, MOFAT
- abril de 2003: Director principal del Consejo de Seguridad Nacional.
- marzo de 2004: Asistente al ministro de Relaciones Exteriores, MOFAT
- marzo de 2006: Director general de la Oficina de Asuntos Europeos, MOFAT
- febrero de 2007: Investigación de Políticas, Universidad de Georgetown Chief, Policy Coordination Bureau, Blue House.
- mayo de 2008: nombrado embajador en la Ucrania, Moldavia y Georgia.

De 24 de septiembre de 2008 al 28 de octubre de 2014 fue embajador en Kiev y fue coacreditado el 20 de julio de 2008 en Chișinău y Tiflis.
- marzo de 2011: Jefe Negociador de acuerdo de cooperación nuclear de Corea / Estados Unidos

El 15 de abril de 2015 fue Embajador de cooperación en energía nuclear y signo un tratado sobre una ROK-U.S. Nuclear Cooperation.
- septiembre de 2011: Profesor del Instituto de Asuntos Exteriores y Seguridad Nacional, MOFAT
- junio de 2012: Embajador de Energía y Recursos

El 13 de mayo de 2015 fue nombrado embajador en Moscú y Ereván.